# Василій Великий
Васи́лій Вели́кий (грец. Μέγας Βασίλειος, 329, Кесарія Каппадокійська, нині м. Кайсері, Туреччина — 379, Кесарія Каппадокійська) — архієпископ Кесарії Каппадокійської в Малій Азії, визначний церковний діяч, один з Отців Церкви, християнський святий, один з великих Трьох Святителів (поряд зі св. Григорієм Богословом та Іваном Золотоустим). Йому приписуються винахід іконостасу та складання літургії Василя Великого.
|                                                        | Св. Василій — це одна з найсвітліших і найславніших постатей старовинної грецької Церкви. Уже його сучасники називали його Великим… Він аскет з покликання і людина чину зі своєї природи… Його правила стали кодексом чернечого життя на Сході, як правила св. Бенедикта на Заході… Він аскет, єпископ, бесідник, учитель, богослов і вчений. Він, без найменшого сумніву, є найдосконалішим представником Церкви свого часу… Життя св. Василія гармонує з його наукою, або іншими словами, його наука — це відбиток його життя… |
| — отець Жан Рів'єр, «Святий Василій — єпископ Кесарії» | |

Тож нічого дивного, що Церква заслужено дала йому титул Великий. Він справді Великий, це можна побачити у трьох достоїнствах його життя: Він Великий Архіпастир Церкви, Великий Законодавець чернечого життя і Великий своєю святістю.
Пам'ять святого Східні християни вшановують 1 січня; 2 січня — Західні християни. Також 30 січня — на свято Собору Трьох Святителів.

## Біографія
Народився святий Василій 329 року в Кесарії, адміністративному центрі Каппадокії, і походив з відомого роду, що славився як знатністю і багатством, так і даруваннями і ревністю у практикуванні християнської віри. Його дідусь із бабусею постраждали під час Діоклетіанових гонінь. Його рідний дядько був єпископом, як, утім, і двоє братів — Григорій Ніський і Петро Севастійський. Сестрою святителя була преподобна Макрина. Його батько, оратор і законознавець, готував Василія для тієї ж стежки. Він отримав прекрасну освіту в Кесарії і Константинополі, а закінчив її в Афінах, де зустрів Григорія Назіанзіна та з ним заприятелював.
Після повернення в Кесарію Василій присвятив себе світським справам, але вплив благочестивої сестри Мокрини (майбутньої ігумені) змусив його вести більш аскетичне життя і врешті-решт, разом із кількома товаришами, покинути міську суєту та оселитися на родинних землях у Понті, де вони склали подобу чернечої громади. У 357 році Василій пустився в тривалу подорож по коптських монастирях, а в 360 році супроводжував каппадокійських єпископів на синод до Константинополя.
Рішення церковного собору 359 року в Ріміні підтримати засудження Першим Вселенським собором вчення Арія (яке поділяв і Кесарійський єпископ Діонісій) стало важким ударом для Василія і його товаришів. Примирившись з Діонісієм незадовго до його смерті, Василій був висвячений у пресвітери і став радником Євсевія Нікомедійського, який змінив Діонісія на єпископській кафедрі. Строге і аскетичне життя Василія не припало до душі Євсевію, тому перший пішов у свою пустелю, де став налагоджувати чернече життя, до якого завжди мав схильність.
Прихід до влади аріанського імператора Валента та зростаючі утиски православних, спонукали Євсевія шукати допомоги діяльного й старанного Василія. У 365 році останній повернувся до Кесарії та взяв керування єпархією в свої руки. Він написав три книги проти аріан, проповідуючи гасло «три іпостасі в єдиній сутності», яке було прийнятне як послідовниками Нікейського символу віри, так і для тих, хто ще недавно симпатизував аріанам. Незважаючи на протидію кількох єпископів, по смерті Євсевія в 370 році, Василій заступив на місце митрополита Каппадокійського та ревно взявся за викорінення аріанства в Малій Азії.
Антиаріанська діяльність Василія привела його до зіткнення з Валентом. Під час подорожі імператора по Каппадокії єпископ навідріз відмовився визнати правоту аріанського вчення. У відповідь Валент розділив Каппадокію на дві провінції, що призвело до скорочення канонічної території Василія та підірвало його позиції в церкві. Проте Василію вдалося просунути на місце єпископів ключових міст своїх соратників Григорія Ніського та Григорія Богослова. Основна ж боротьба розгорнулася за місце патріарха антіохійського, на якому Василій — на відміну від єпископів Александрії і папи Дамасія — не бажав бачити ортодоксального нікейця Павлина, побоюючись, що надмірне перебільшення єдності Бога загрожує єрессю савелліанізма.
Загибель Валента в битві при Адріанополі змінила баланс сил держави та церкви, але Василій скористатися цим не встиг. Його здоров'я було підірвано в наслідок аскетичного способу життя. Він помер у перший день нового 379 року і незабаром був зарахований до лику святих.

## Великий Архіпастир Церкви

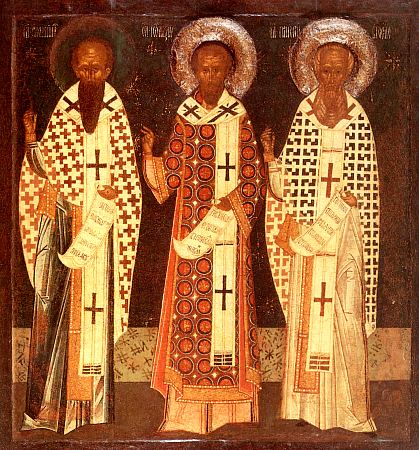
Три святителі: Василій Великий (Кесарійський), Григорій Богослов (Назіанзин) та Іван Золотоустий

Перша знаменна віха св. Василія як архіпастиря — це безстрашність у визнанні й обороні Православної віри. У його часи аріани, які користувалися підтримкою імператорів, переслідували послідовників ортодоксального (православного) християнства. Імператор Валент (364–379), охрещений аріанським єпископом, став завзятим апостолом аріанізму. Серед нелюдських і жорстоких гонінь єпископів і вірних лише Василій відважився підставити чоло самому цісареві. Історики записали зустріч св. Василія з Модестом, префектом Преторії, теж запеклим аріанином, який наказав спалити з кораблем 88 священників. Модест покликав св. Василія до себе і поводився з ним гордо й зухвало, кричав та погрожував вигнанням, конфіскацією майна, муками і смертю. На всі ті страшні погрози св. Василій спокійно відповів: «Грози мені чим іншим, бо ніяка з тих кар мене не зворушує». Опісля Модест, звітуючи цісареві Валентові про свою розмову із Василієм, сказав: «Пане, єпископ нас переміг. Він вищий понад усякі погрози і не дасть себе захитати ніякими переконуваннями». І цісар дав св. Василію спокій.
З глибокої віри випливала його друга знаменна віха: жертвенна любов до Бога і ближнього. Жертва — це мова любові. У св. Василія мова жертви була дуже сильна й активна, його любов завжди була готова підтримати приятелів і ворогів, завжди чуйна, прозорлива й всіх обіймаюча. Для бідних, старих, хворих, опущених, сиріт і вдовиць він будує великі добродійні заклади, які творили наче осібне місто коло Кесарії і від його імені дістали назву Василіяди.
Свої великі таланти, знання, сили та здоров'я він жертвував для добра своїх овечок. Він усякими способами боронив своє стадо перед наступом аріанства. Його друг св. Григорій з Назіянзу про це так казав: 
|                                                | До одних загощує сам, до других когось посилає, інших знову кличе до себе, радить, нагадує, картає, грозить, докоряє, бере в оборону цілі народи, міста, поодиноких людей, продумує всякі можливі способи спасіння. |
| — Похвальне Слово на честь св. Василя Великого | |

Св. Василій — ревний апостол живого слова-бесіди. Проповідь у його часи була дуже важливим, могутнім і практично єдиним чинником у навчанні святої віри. Св. Василій — це проповідник і бесідник з Божої ласки, його слово палке, вогненне, пориваюче. Св. Єфрем Сирин оповідав, що коли зайшов до церкви у Кесарії, де проповідував св. Василій, то побачив білого голуба на його плечі. І тоді св. Єфрем закликав: «Великий Ти, Боже, у своїй правді. Василь — це вогненний стовп і його устами говорить Святий Дух». Вогненний стовп — це символ його геройської любові до Бога і ближнього. Він став символом і його духових синів у Василіянському Чині.
Св. Василій Великий — митець і апостол пера. Коротко жив, але багато написав. Його велику духову спадщину творять твори догматичні, моральні, аскетичні, полемічні, пояснення св. Письма і 366 листів.

## Великий законодавець чернечого життя

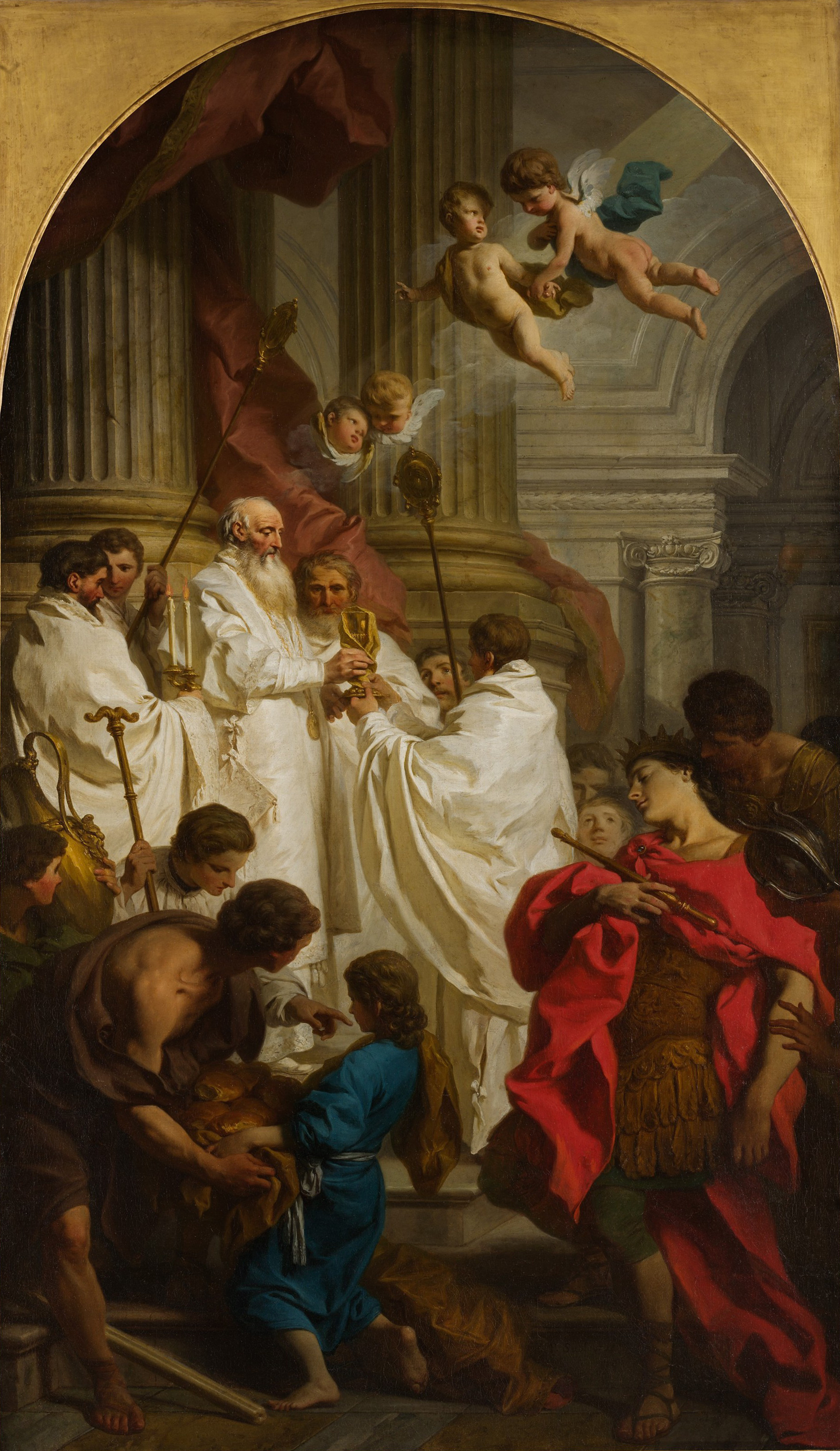
Літургія св. Василія. П'єр Сюблейра, Санкт-Петербург, Ермітаж, 1743.

Друга ділянка праці, в якій св. Василій показався великим як незрівнянний організатор і законодавець — це чернече життя. Він навіки записаний золотими літерами в історії чернечих спільнот, в історії чернечих правил та науки аскези не тільки у Східній Церкві та на наших рідних землях, а й у цілій Католицькій Церкві. Св. Феодор Студит (759—826) називає св. Василія «батьком грецького чернецтва й найпершим з усіх Отців». Його чернечі правила знав і з них користав батько західного чернецтва св. Бенедикт (480—543). Він у своїх правилах поручає читати Правила св. Василія Великого.
«З усіх прислуг, — каже британський дослідник св. Василя В. Л. Кларк ,— що їх Василь зробив для справи чернецтва, запровадження спільного життя найбільше заслуговує на те, щоб його пам'ятати… Монастирі Пахомія були спільножитними тільки за зовнішнім видом, але їхня внутрішня суть була індивідуалістична. У Василя спільне життя у монастирях стало дійсністю… Тому його треба вважати за піонера в накресленні ідеалу спільного життя» (Св. Василій Великий).
У Правилах св. Василія монаше життя має за ціль не тільки спасіння особисте, а й спасіння ближніх. Для монахів св. Василія апостольська праця поза монастирем не є винятком, а правилом. У нього любов до ближнього — це міра любові Божої.
Чернечі правила св. Василія — це виплив його глибокого знання Святого Письма, великої науки, досвіду життя, святости та практичного розуму. Його правила — це властиво Святе Євангеліє у практиці. Св. Феодор Студит, великий почитатель св. Василя і обновитель його правил, каже про нього: «Хто за Василієм іде, іде за Святим Духом, а хто йому не вірить, не вірить Христові, що через нього говорив».
Своїми правилами св. Василій ставить тривкі основи під спільне життя у монастирях, тому деякі історики вважають його за організатора спільного життя, хоч титул першого організатора належить св. Пахомієві (+347). Тож нічого дивного, що чернечі правила св. Василія перетривали різну долю історії і є міродатними у східному чернецтві.
З приходом Православної віри на українські землі і в нас з'являється практика чернечого життя. Його засновниками стали два великі сини нашого народу — св. Антоній (+1073) і св. Феодосій (+1073) Печерські. В основу чернечого життя св. Феодосій ставить устав св. Феодора (Теодора) Студита, що опирається на правила св. Василя Великого.
|                                                                          | Вони були школою для цілого ряду всіх тих, що їх і почислити не можна: від св. Івана Дамаскина, Максима, Феодора Студита і аж до святих Антонія і Теодосія Печерських та св. Йосафата, який з тієї книги зачерпнув того великого духа, яким відродив нашу Церкву і наш народ. |
| — вступ до «Витягу з Правил св. Отця Нашого Василя Великого для черниць» | |

## Святий Василій— Великий святий

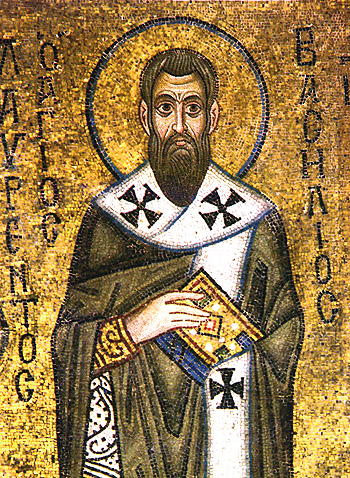
Мозаїка св. Василія Великого у Софійському соборі в Києві

Німецький історик Ганс фон Кампенгаузен у книжці «Грецькі Отці Церкви» про св. Василія написав: «Василій — це аскет тілом і душею. Строга аскеза — це елемент, в якім він духовно працює, живе й існує».
Св. Василій казав: «Монахи — це борці за святість». А у вступі до своїх Ширших Правил наголосив: «Маємо ми, і ви і я, ту саму ціль — святість життя». Так він учив і так жив. Великодушність, безкомпромісність, ангельська невинність і повна жертви любов до Бога та ближнього — це знаменні риси його характеру. «Коли св. Василій раз на щось рішився, — твердить французький автор В.П. Юмберклод — то він ішов до тієї цілі за всяку ціну… Таким він був усе життя… Ця риса його характеру перейшла на його аскезу» (Наука Аскетична св. Василія).
А британський історик Ф. Фаррар писав: «Василій не належав до тих, що роблять що-небудь наполовину. Коли він віддався Богові, то зробив це цілковито» (Життя Святих).
Його святість, чесноти й великість оспівує наша Церква у Богослужбах у дні його свята: «святий Христовий язик», «пастир Христової Церкви», «Божественна і священна бджола Христової Церкви», «царська окраса Церкви», «пребагатий скарб наук», «непобідний Трійці поборник», «Ти йшов твердою дорогою чеснот», «твоє слово — це хліб ангельський», «невинности чаша», «для монахів взірець чесноти», «світло благочестя», «труба богослов'я».
Св. Церква дуже скоро по його смерти почала почитати його як святого і поминати день його смерті першого січня. Історик Руфін Аквілейський (+ к. 410), який 18 літ по смерті св. Василія переклав його правила латинською мовою, а в супровідному листі уже називав Василія святим: «я переклав чернечі правила святого Василія, єпископа Каппадокії, мужа славного зі своєї віри, діл і всякої святості».

Храм св. Василія Великого (Київ)

Православна Церква святкує день його пам'яті на свято Господнього Обрізання, тобто 1 січня. Цього дня він був висвячений на єпископа 370 року. Службу свята св. Василія уложили Анатоль Константинопольський (V ст.), св. Іван Дамаскин та Герман Константинопольський (VIII ст.).

## Поминання Василя
Святий Василь був удостоєний звання Доктора Церкви за його внесок у дебати, ініційовані аріанськими суперечками про природу Трійці, і особливо питаннями про божественність Святого Духа. Василій був відповідальний за визначення термінів «узія» (сутність / речовини) і «іпостась» (людина / реальність), і за визначення класичного формулювання трьох осіб Природи. Його великим внеском було наполягання на божественності й єдиносущності Святого Духа з Отцем і Сином.

## Традиції святкування дня Святого Василя в Україні
Вечір напередодні дня Святого Василя називається Щедрим або Маланчиним вечором і є традиційно одним з улюблених свят українців.
Напередодні для Святого Василя 31 грудня в Україні щедрують, в сам Василів день 1 січня заведено посівати. На свято заведено готувати щедру кутю та ворожити. За прикметами, у цей день вдома обов'язково треба мати грошовий запас та не давати в борг.
Найважливішою традицією свята є посівання. Посівати починають ще з самого ранку до сходу сонця, переважно хлопчики або чоловіки. Є прикмета, що першим в дім цього дня повинен зайти чоловік.
Напередодні свята дівчата мають ходити щедрувати, а крім того гадати на свого судженого. Хлопці ж мають другий шанс у сватанні, якщо їм попередньо відмовили. Одним з найвеселіших обрядів є щедрування з козою Маланкою. Так по традиції щедрувальників супроводжувала «коза Маланка», в яку найчастіше переодягалися хлопці та приходячи до будинку намагався «буцнути» господарів. За обрядом, норовливу козу вбивали та її треба було оживити піснями і жартами.
На святковий вечір обов'язково збирається ціла родина. За традицією всі повинні бути одягнені у чистий одяг, попросити вибачення один в одного та у сусідів, щоб провести весь рік у злагоді.
Також дуже велика увага приділяється прикметам в цей день: наприклад, якщо в Василів день ясна погода і багато зірок на небі — добре уродяться ягоди, якщо завірюха — горіхи, а коли лежить іній на деревах — можна очікувати добрий урожай меду.

## Цитати
|                                          | З усіх догматів і традицій, що зберігає Церква, одні отримані з письмового джерела, а інші прийняті від переданого таємно Апостольського передання. Для благочестя ж ті і другі мають однакову силу, і цьому не буде протирічити ніхто, хто хоч трохи розуміється на церковних правилах. Позаяк якби ми наважились відкинути неписані звичаї, як буцімто такі, що не мають великого значення, то обов'язково зробимо шкоду Євангелію в найголовнішому, — більше того, залишимо від апостольської проповіді саму зовнішню оболонку. |
| — Про Святого Духа, розд. 27, Правило 97 | |

- У своїй праці «Про Святого Духа» він переконує, що «взяти буквальний сенс і зупинитися на ньому означає мати серце, покрите завісою єврейського буквалізму. Лампи марні, коли світить сонце».
- «Скільки віднімеш від тіла — стільки додаси сили душі»

- «Заради кого хочеш жити — за тих і померти не бійся»
- «Спати більше міри пасує мертвим, аніж живим»
- «Не слова викликають біль, але цинічне нахабство й надмірність щодо нас»
- Навантажений корабель потопає навіть при легко розбурханих хвилях, а корабель, що має тягар легкий і поміркований, легко пересувається понад хвилями, бо йому ніщо не заважає нестися понад ними. Так і тіла людські, назавжди обтяжені їжею, легко тонуть у слабостях. Ті ж, що вживають легких і простих страв, не тільки рятуються перед злом, яке загрожує нам із слабості, неначе перед напором хвиль, але також подолають і те недомагання, яке вже прийшло на них, неначе яку навалу бурі.
- Знаємо й про Мойсея, що він завдяки посту вийшов на гору (Вих. 24:18). Він був би не зважився вийти на вершину гори, вкритої димом, ні не посмів би був увійти в хмару, коли б не озброївся постом! За свій піст він дістав закон Божий, писаний Божим пальцем на таблиці. І як його піст на горі дав нам закон, так знову на долині обжерство привело до ідолопоклонства. «Посідали люди їсти й пити і піднялися, щоб забавлятись» (Вих. 32:6). Увесь здобуток слуги, що постив сорок днів і молився, знищила одна-єдина пиятика! Таблиці, писані Божим пальцем, що їх піст вислужив, розбило пияцтво! Пророк думав, що п'яний народ негідний дістати від Бога закон! Народ, що пізнав Бога з дуже великих чудес, в одну мить через обжерство попав в ідолопоклонство Єгиптян! Постав одне поруч одного: як піст веде до Бога, так догоджання собі позбавляє спасіння! Але зійди, ступаючи дорогою часу ще нижче!
- Даниїл же, «муж бажань», коли не їв три дні хліба й не пив води, вкинутий до ями, навчив постити навіть левів. Вони не важилися встромити в нього свої зуби, неначе б він був із каменю, міді, або іншої якої твердої речі. (Дан. 10). Так то піст, наче твердий залізний панцир, охоронив тіло мужа й зробив його непереможним для левів.
- Нехай тебе налякає приклад багатого (Лк. 16). Розкошування за життя запровадило його у вогонь! Не за несправедливість, але за м'яке життя мучився він, скований у полум'ї вогненному! Щоб ми загасили той вогонь, треба нам води! Та не тільки для майбутнього життя піст корисний! Він також дуже пожиточний для самого тіла. Надмірне здоров'я поволі змінюється і поменшується, бо природа подається і не в силі носити тягар здоровезного тіла. Вважай, щоб, погорджуючи тепер водою, не зітхав пізніше за краплиною, як той багач! Ніхто ще не впився водою. Нікого ще й ніколи не боліла голова від води! Ще ніхто з тих, що п'є воду, не потребував чужих ніг! Нікому не були спутані ноги, нікому не відіймило рук від пиття води! А провини в їжі, що їх конечне допускаються жеруни, це причина тяжких хвороб тіла. Колір лиця постника ясний, не вилискується безстидним рум'янцем, але прикрашений скромною блідістю, його око спокійне, хід скромний, обличчя задумане, не споганене безперервним сміхом, мова обдумана, серце ж його чисте!
- Піст — це зброя до боротьби зі злими духами, бо «цей рід нічим не можна вигнати, тільки молитвою та постом» (Мр. 9:29).
- Одначе не шукай користей тільки в самому утриманні від страв! Правдивий піст — це усунення гріхів! «Усувай усяке братання з неправдою» (Іс. 58:6). Подаруй ближньому образу! Відпусти йому борги! «Не постіть в судах і сварках!» Не їси м'яса, але пожираєш брата! Стримуєшся від вина, але не поконуєш своєї зарозумілости! До вечора чекаєш не ївши, а цілий день пересиджуєш у суді! Горе п'яним, але не від вина! (Іс. 51:21). Гнів — це пияцтво душі, бо він її приголомшує подібно як вино! Смуток — і він пияцтво, бо забиває розум! Ще інше пияцтво — це страх, коли він є там, де не повинен бути! Бо говориться: «від страху ворожого заховай душу мою!» (Пс. 63:2). І взагалі кожну пристрасть, що заколочує ум, можна слушно назвати пияцтвом! Придивися тільки до розгніваного, який він п'яний пристрастю! Він не пан сам собі, не знає сам себе, не пізнає тих, що коло нього. Неначе в нічній боротьбі, він чіпається кожного, на всіх нападає, говорить дурниці, не дасть себе повчити, ганьбить, б'є, грозить, кричить, мало не трісне! Бережися такого напою! Але й вином не впивайся! Пиття води (в пості) не попереджуй надмірною пиятикою (увага: отже вже тоді були «запусти»). Нехай тебе не впроваджує в піст пиятика! Адже ж вона це не дорога до посту, подібно, як і хапчивість не провадить до справедливості, ні розпуста до чистоти, одним словом: ні проступок до чесноти! До посту ведуть інші двері! Пиятика веде до розпусти, а до посту здержливість! Борець-змагун вправляється наперед. Хто ж хоче постити, наперед зачинає вправлятися в уміркованості! Не запивайся в тих п'яти днях, неначе б ти хотів так нагородити собі дні посту й так перехитрити Законодавця! Ні нащо ти трудишся, картаючи своє тіло, коли не милосердишся над чужою нуждою! Пивниця завжди небезпечна, вливаєш до дірявої бочки! Вино, ідучи своєю дорогою, виходить, а гріх лишається. Слуга втікає від пана, що б'є його. Ти ж не втікаєш від вина, що кожного дня побиває твою голову! Найліпша міра вживання вина це потреба тіла! Як переступаєш границі, завтра прийдеш із тяжкою головою, сплячий, не свій, ригаючи кислим вином! Тобі здається, що все рухається, все крутиться. Пиятика наводить сон, що є братом смерти, а пізніше чування робить подібне до сну.

- Не вважай на тіло, не шукай усіма можливими способами його добра. Не зітхай за здоров'ям, красою, вживанням розкошів, довгим віком.
- Тут так, як на вагах: як більше обтяжиш одну терезку, тим слабшим облегшиш другу. Так воно і з тілом, і з душею. Перевага одного неодмінно спричинює зменшення другого. Коли тіло розкошує й добре випасене, тоді дух при своїх діяннях опаслий і немічний.[15]

## Вшанування пам'яті
У місті Кривий Ріг є вулиця Святителя Василя Великого.
У місті Луцьк є вулиця Святовасилівська.

## Дивись також
Аріанська суперечка
Собор Трьох Святителів — Три Великі Ієрархи і Вселенські Вчителі св. Василій Великий, св. Григорій Богослов і св. Іван Золотоустий
Отці́ Василія́ни — Чин святого Василія Великого (лат. Ordo Sancti Basilii Magni), також ЧСВВ, Василія́нський Чин свято́го Йосафа́та,  — один з основних чернечих орденів Української греко-католицької церкви (УГКЦ).
Церква Василія Великого (Київ) — греко-католицька церква при монастирі отців василіян у Києві.
Pseudo-Basil — позначення, яке використовують вчені для будь-якого анонімного автора тексту, помилково або помилково приписуваного Василію Великому.
Hexaemeron (Василій Великий)— шестиднів, екзегетичний трактат
Східне християнське чернецтво

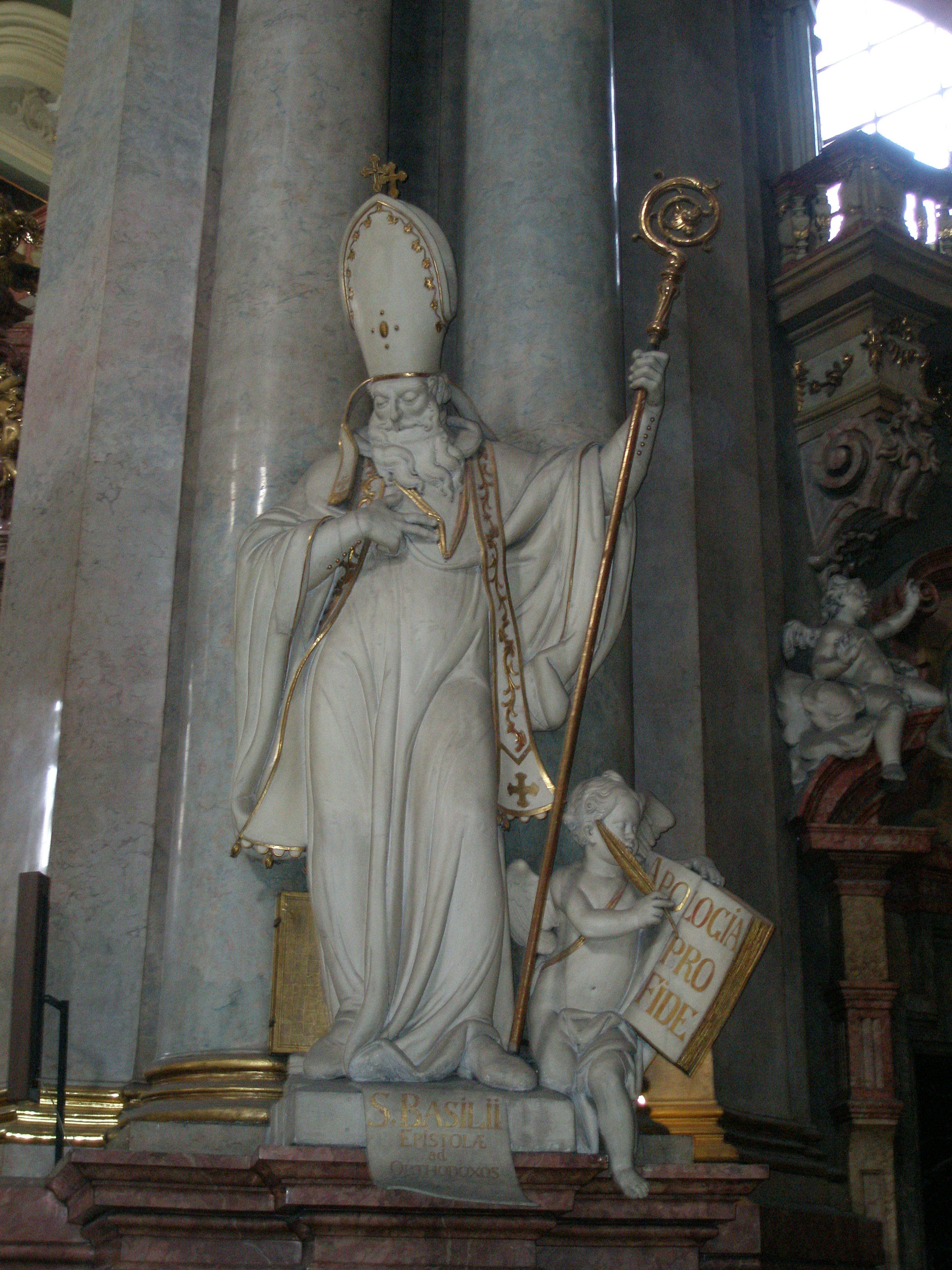
Статуя Святого Василія, що зображує його в західних ризах, у церкві Святого Миколая, Прага, Чехія.
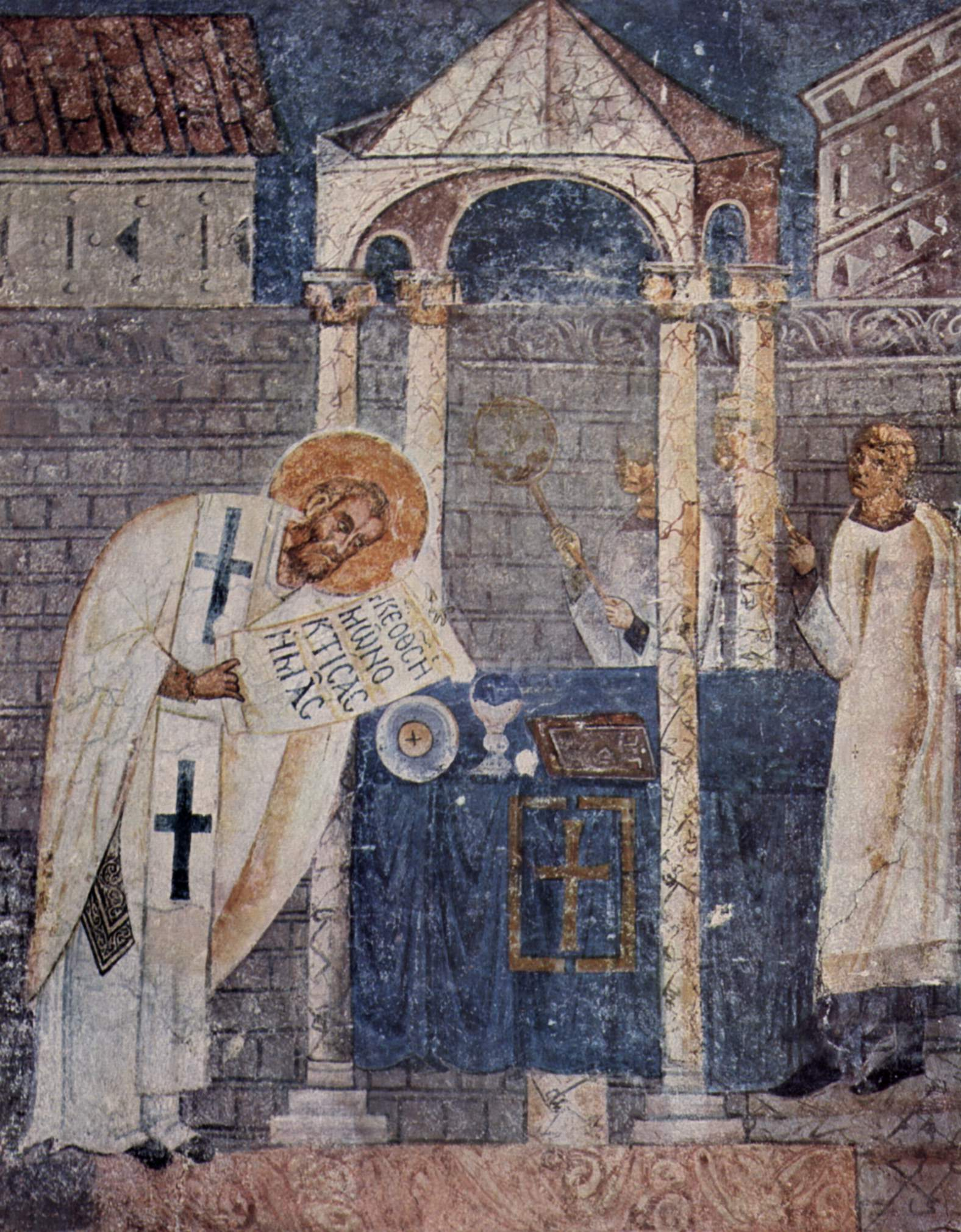
Фреска Василя Великого в соборі Охрида. Святитель зображений під час освячення Дарів під час Божественної Літургії, яка носить його ім'я.
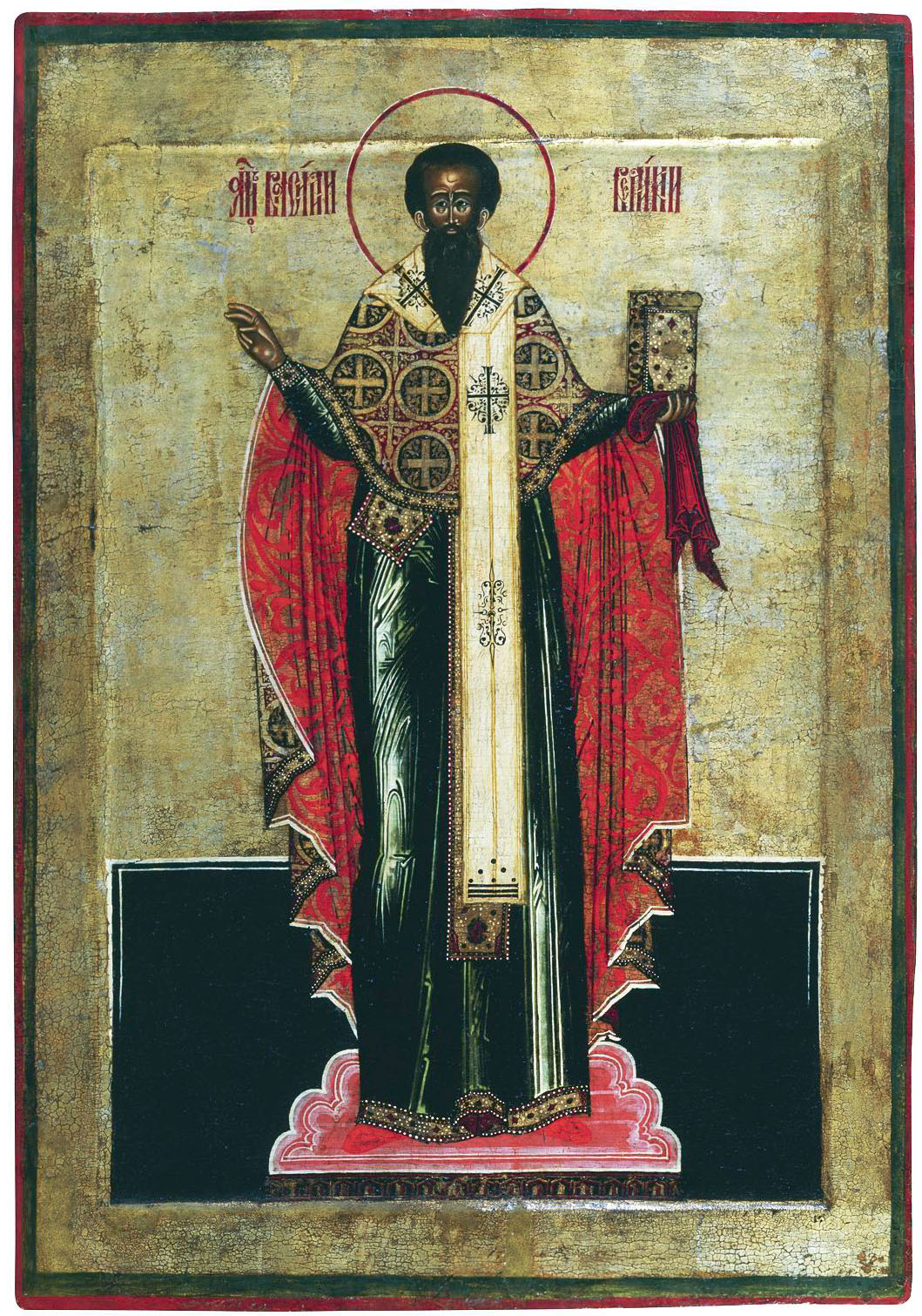
Російська ікона Василія Великого
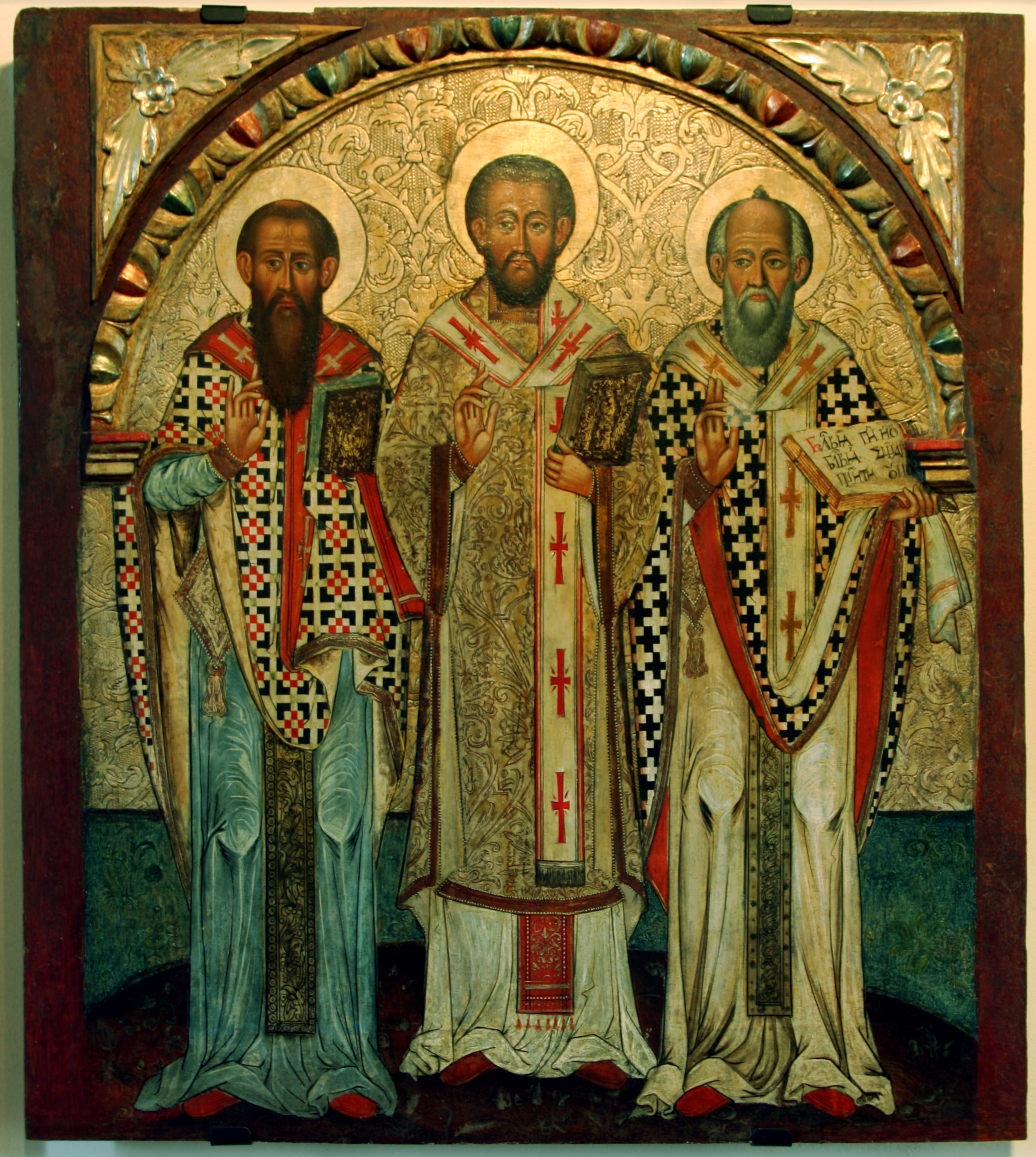
Три святителі, ікона 17 ст. з Ліпіє, Історичний музей у Саноку, Польща
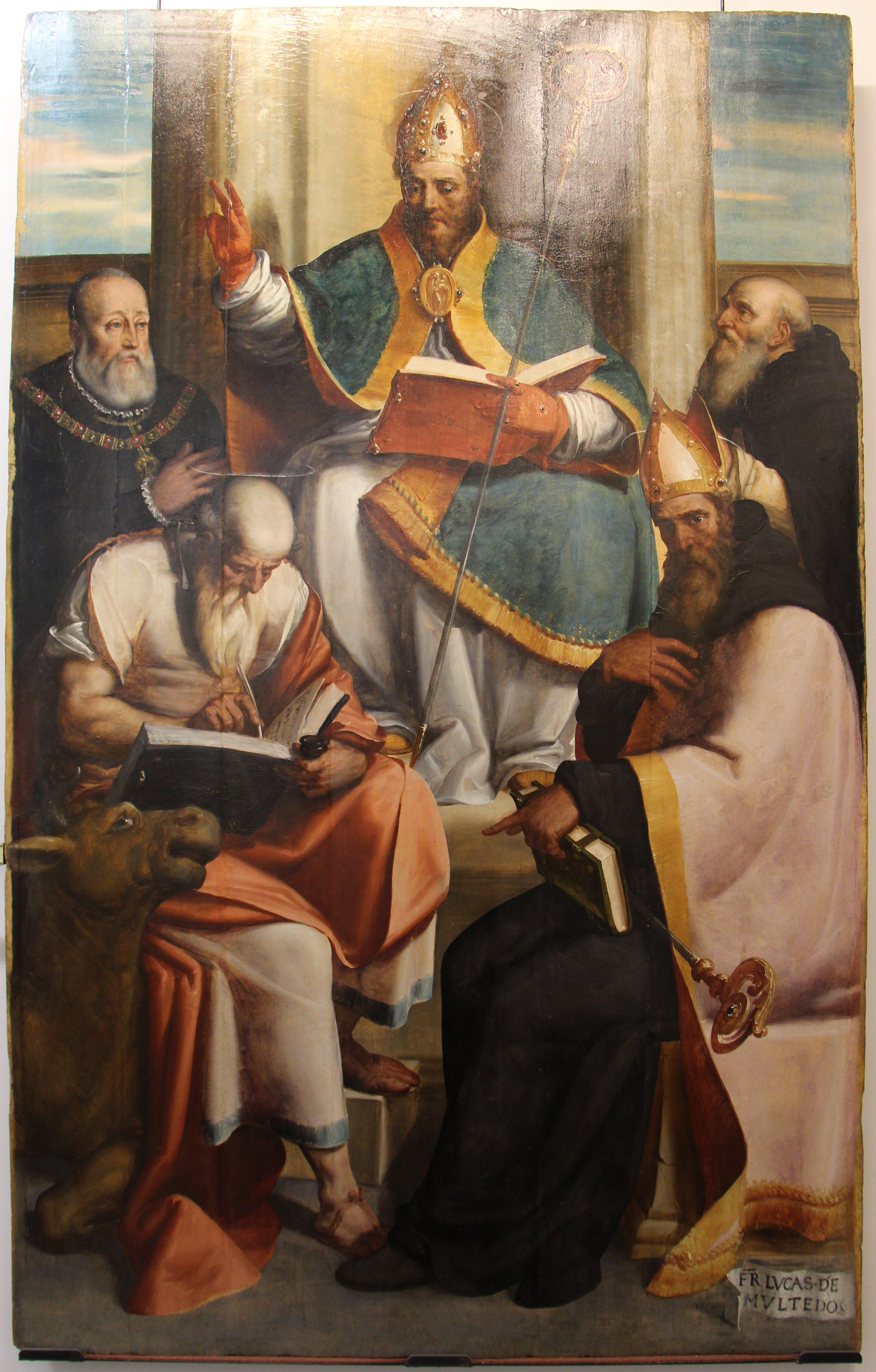
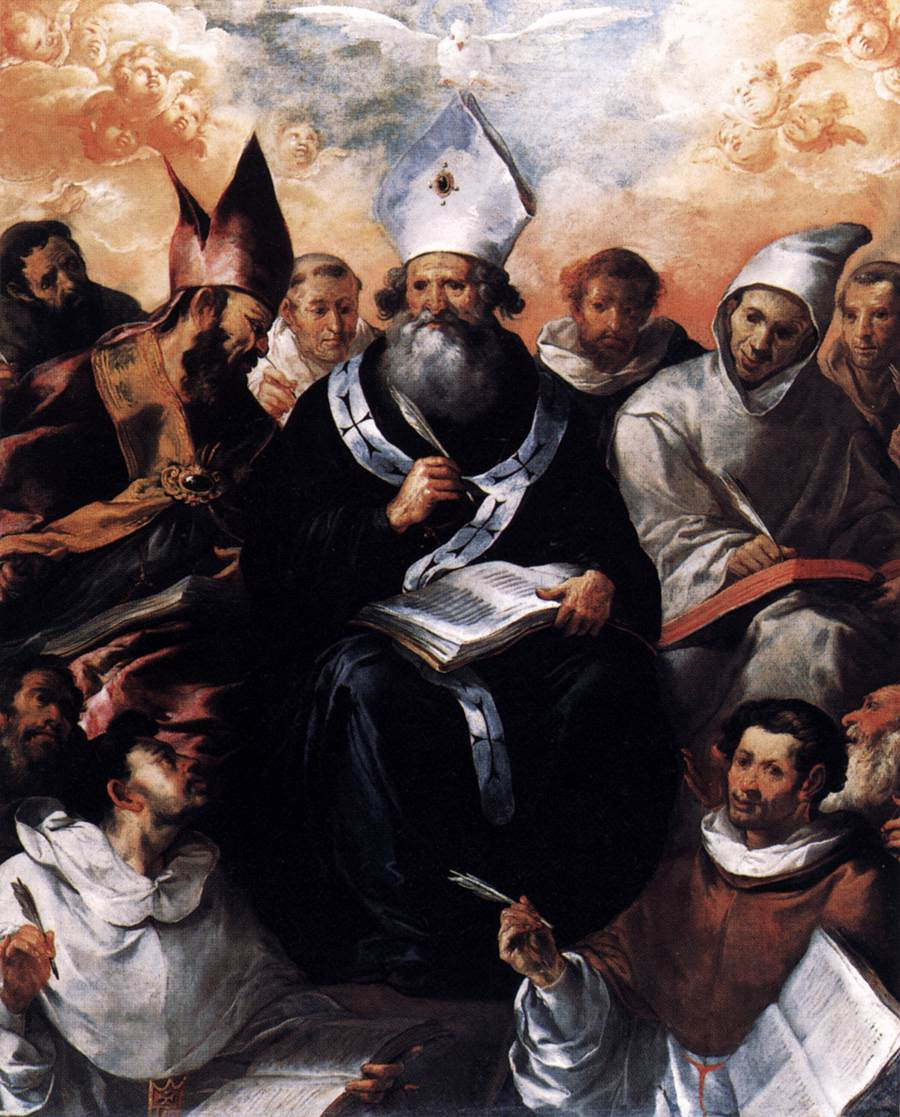
St Basil Dictating His Doctrine, 1639 Франсіско Еррера
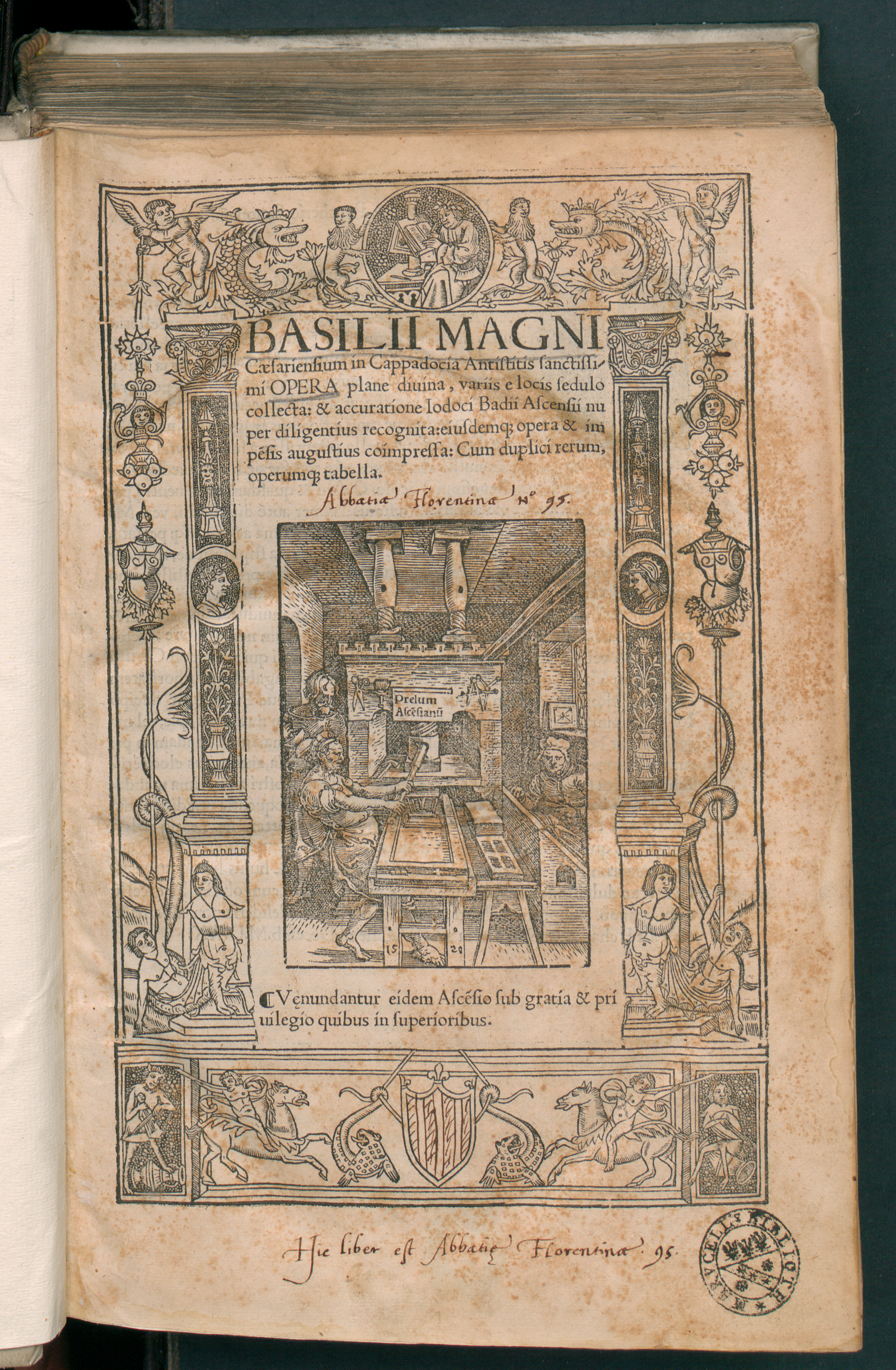
Опера "Василій Великий", 1540

## Твори
- Догматичні: «Проти Євномія», «Про Святого Духа»;
- Екзегетичні: «Шестиднів», 15 бесід на псалми;
- Бесіди (проповіді): 28 бесід на різні теми;
- Листи: бл. 365 листів до різних осіб;
- Аскетичні: «Моральні правила», «Чернечі правила», обширні й короткі.

### Оригінали
- Patrologia Graeca 29-32

### Переклади українською
- Василій Великий. Гомілії. — Джерела Християнського Сходу 14. — Львів: Свічадо 2006. — 312 с. — ISBN 966-8744-84-5.
- Василій Великий. Морально-аскетичні твори. — Джерела Християнського Сходу 16. — Львів: Свічадо 2006. — 380 c. — ISBN 966-395-036-6
- Св. Василій Великий. Гомілії на псалми. — Львів: Місіонер 2010. — 240 с. — ISBN 978-966-658-195-5
- Науки св. Василія Великого для народу